# Georges Marchal
Georges Marchal (* 10. Januar 1920 in Nancy, Frankreich; † 28. November 1997 in Maurens, Frankreich) war ein französischer Schauspieler.
Bekannt wurde Georges Marchal neben Rollen in Mantel- und Degen-Filmen (u. a. 1953 als D’Artagnan in André Hunebelles Die drei Musketiere), als muskulöser Held in Sandalen-Epen (Der Koloß von Rhodos, Die Legionen des Cäsaren) und als Liebhaber in romantischen Dramen (Letzte Liebe) durch seine Zusammenarbeit mit Luis Buñuel. Unter seiner Regie spielte Georges Marchal u. a. in Pesthauch des Dschungels, Morgenröte, Belle de Jour – Schöne des Tages und Die Milchstraße. Dem deutschen Fernsehpublikum ist er auch aus der Serie Die Insel der dreißig Tode bekannt.
Georges Marchal war mit der Schauspielerin Dany Robin verheiratet.

## Filme (Auswahl)
- 1943: Wetterleuchten (Lumière d’été)
- 1947: Die Festung der Fremdenlegion (Bethsabée)
- 1948: Letzte Liebe (Dernier amour)
- 1949: Die letzten Tage von Pompeji (Les Derniers jours de Pompeji)
- 1951: Die Hexe von Montmartre (Gibier de potence)
- 1951: Messalina
- 1952: Die Liebe endet im Morgengrauen (Les Amours finissent á l’aube)
- 1953: Die Abenteuer der drei Musketiere (Les Trois mousquetaires)
- 1954: Versailles – Könige und Frauen (Si Versailles m'était conté)
- 1954: Der Graf und die drei Musketiere (Le vicomte de Bragelonne)
- 1954: Theodora, Kaiserin von Byzanz (Teodora, l’imperatrice di Byzanz)
- 1954: Whisky, Dynamit und Teufelsweiber (La Soupe à la grimace)
- 1956: Morgenröte (Cela s’appelle l’aurore)
- 1956: Pesthauch des Dschungels (La mort en ce jardin)
- 1958: … denn keiner ist ohne Sünde (Filles de nuit)
- 1957: Gehetzte Frauen (Marchands de filles)
- 1958: Aufstand der Gladiatoren (La Revolte des gladiateurs)
- 1958: Der Hölle entronnen (Prisonniers de la brousse)
- 1958: Im Zeichen Roms (Nel segno di Roma)
- 1960: Austerlitz – Glanz einer Kaiserkrone (Austerlitz)
- 1959: Die Legionen des Cäsaren (Le legioni di Cleopatra)
- 1959: Zweimal Riviera ... und zurück (Costa Azzurra)
- 1960: Die Hölle am gelben Fluß (Apocalisse sul fiume giallo)
- 1961: Der Koloß von Rhodos (Il colosso di Rodi)
- 1961: Kaiserliche Hoheit (Napoléon II, l’aiglon)
- 1962: Herkules, der Sohn der Götter (Ulisse contro Ercole)
- 1962 Das Zeichen der Musketiere (Il colpo segreto di d’Artagnan)
- 1965: Spione unter sich (The Dirty Game)
- 1966: Der letzte große Sieg der Daker (Dacii)
- 1967: Belle de Jour – Schöne des Tages (Belle de jour)
- 1969: Die Milchstraße (La Voie lactée)
- 1977: Claudine geht (Claudine s’en va)
- 1977: Claudine in der Schule (Claudine à l’école)
- 1977: Claudine in Paris (Claudine à Paris)
- 1977: Claudines Eheleben (Claudine en menage)
- 1977: Die verschworenen Kinder (Les Enfants du placard)
- 1979: Die Insel der 30 Tode (L'Île aux trente cercueils)
- 1984: Mord für die Vergangenheit (Meurtre pour memoire)